# Communauté de communes du Pays Fléchois
La communauté de communes du Pays fléchois est une communauté de communes française, située dans le département de la Sarthe et la région Pays de la Loire.

## Histoire
Le district du Pays fléchois est créé en décembre 1991. Son périmètre est successivement étendu aux communes de Bousse, Thorée-les-Pins et Villaines-sous-Malicorne (1992) et d'Arthezé (1993). Il devient communauté de communes en janvier 2001.
Le 1er janvier 2014 : 
- Les communes de Courcelles-la-Forêt et Ligron se joignent à la communauté[1].

Le 1er janvier 2017 : 
- Bazouges-sur-le-Loir et Cré-sur-Loir fusionnent pour former la commune de Bazouges Cré sur Loir ; la communauté compte alors douze communes.

Le 1er janvier 2018 : 
- les communes de La Fontaine-Saint-Martin et d'Oizé se retirent de la communauté de communes Sud Sarthe pour rejoindre la communauté de communes du Pays Fléchois[2].

## Territoire communautaire

### Géographie
Située au sud  du département de la Sarthe, la communauté de communes du Pays Fléchois regroupe 14 communes et présente une superficie de 336,2 km2.

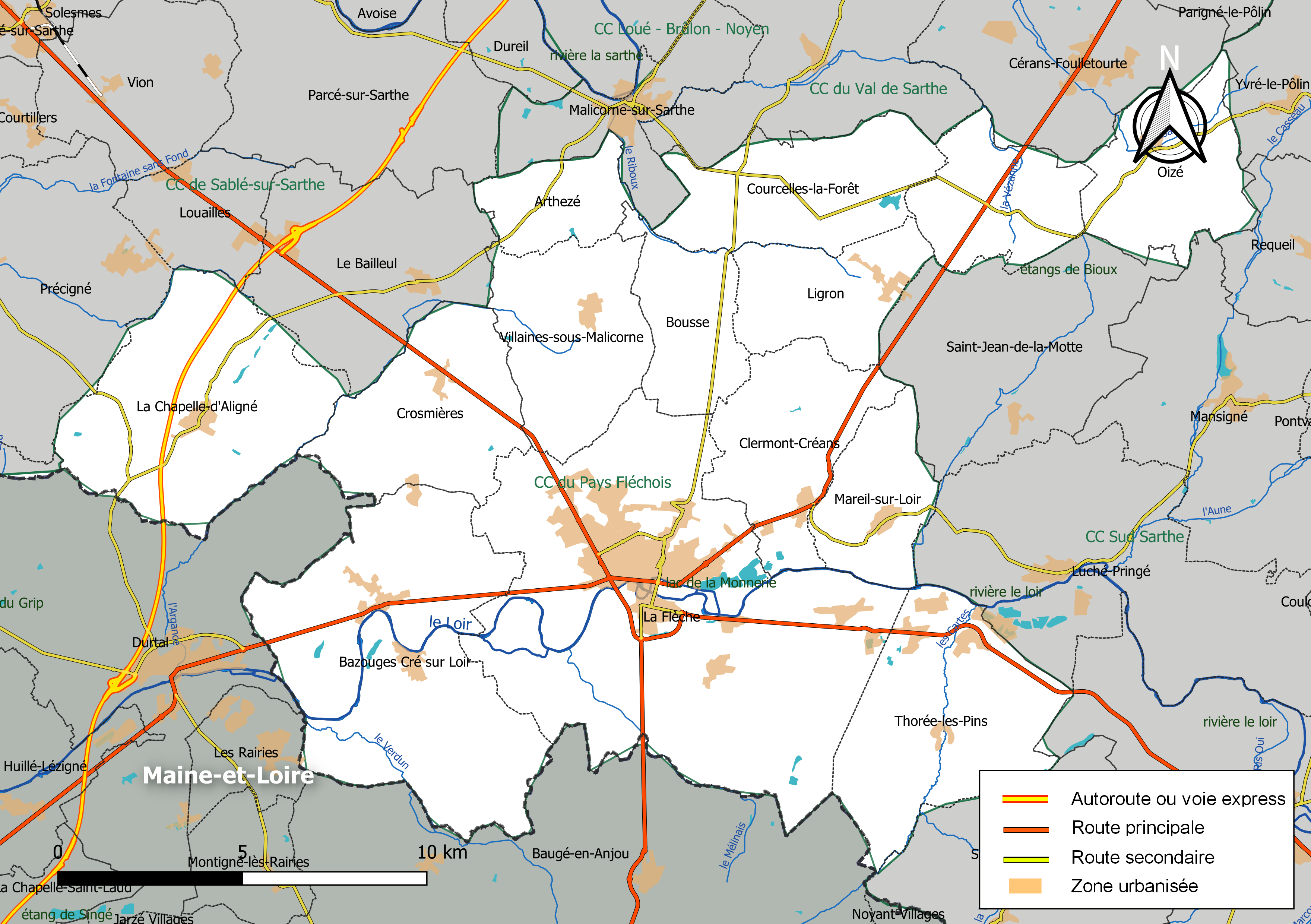
Carte de la communauté de communes du Pays Fléchois au 1er janvier 2019.

### Composition

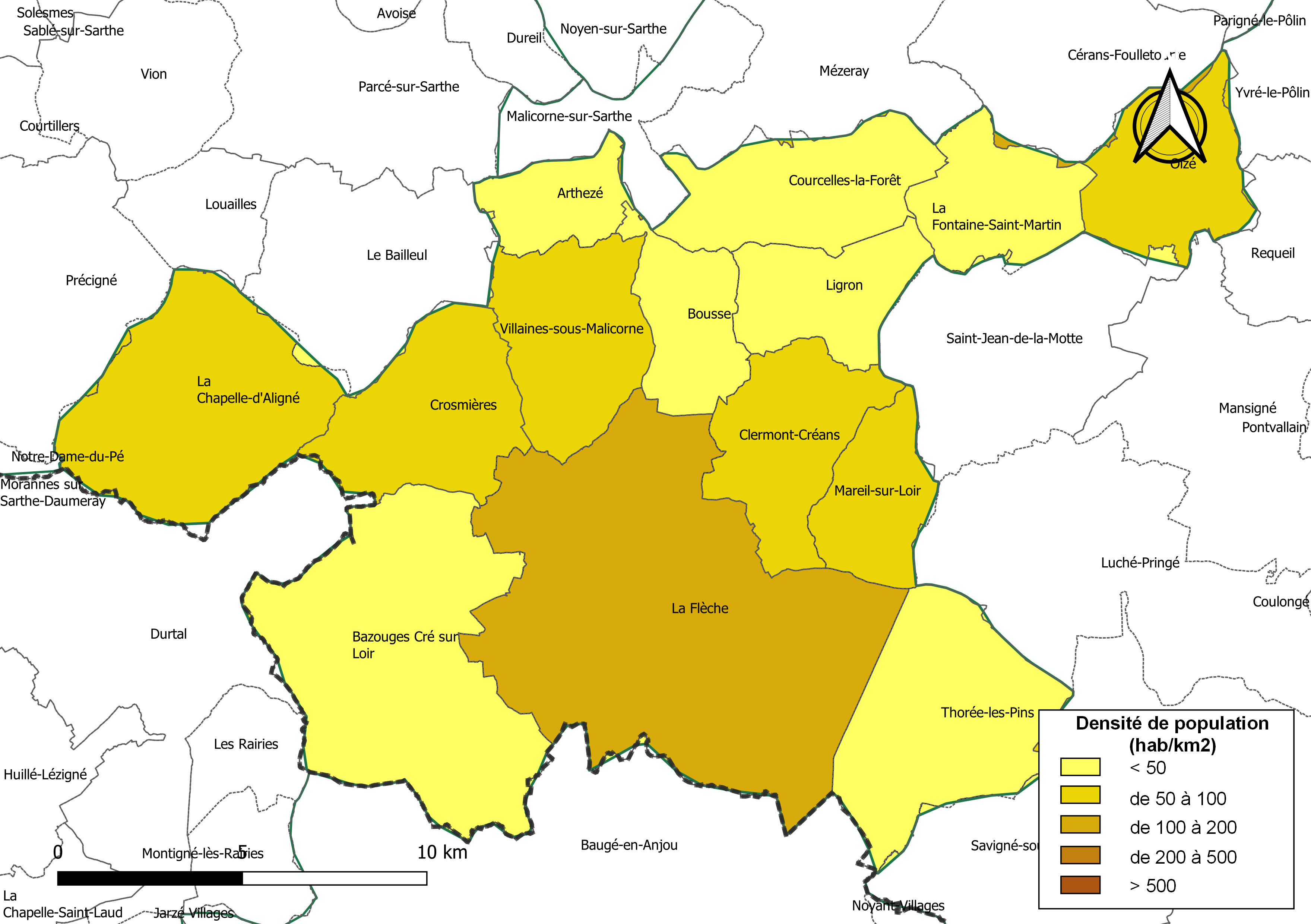
Carte des densités de population (millésimée 2016) des communes de la communauté de communes du Pays Fléchois. Composition en communes au 1er janvier 2019.

La communauté de communes est composée des 14 communes suivantes :

| Nom                      | Code Insee | Gentilé     | Superficie (km2) | Population (dernière pop. légale) | Densité (hab./km2) |
| ------------------------ | ---------- | ----------- | ---------------- | --------------------------------- | ------------------ |
| La Flèche (siège)        | 72154      | Fléchois    | 74,21            | 15 081 (2022)                     | 203                |
| Arthezé                  | 72009      | Arthezéens  | 8,65             | 351 (2022)                        | 41                 |
| Bazouges Cré sur Loir    | 72025      |             | 47,09            | 1 946 (2022)                      | 41                 |
| Bousse                   | 72044      | Bousséens   | 12,02            | 431 (2022)                        | 36                 |
| La Chapelle-d'Aligné     | 72061      | Chapellois  | 33,04            | 1 725 (2022)                      | 52                 |
| Clermont-Créans          | 72084      | Clermontois | 17,82            | 1 276 (2022)                      | 72                 |
| Courcelles-la-Forêt      | 72100      | Courcellais | 19,6             | 403 (2022)                        | 21                 |
| Crosmières               | 72110      | Crosmièrois | 20,45            | 993 (2022)                        | 49                 |
| La Fontaine-Saint-Martin | 72135      | Fontainois  | 13,72            | 600 (2022)                        | 44                 |
| Ligron                   | 72163      | Ligronnais  | 13,48            | 484 (2022)                        | 36                 |
| Mareil-sur-Loir          | 72185      | Mareillais  | 11,83            | 658 (2022)                        | 56                 |
| Oizé                     | 72226      | Oizéens     | 16,91            | 1 325 (2022)                      | 78                 |
| Thorée-les-Pins          | 72357      | Thoréens    | 28,18            | 741 (2022)                        | 26                 |
| Villaines-sous-Malicorne | 72377      | Villainais  | 19,16            | 1 035 (2022)                      | 54                 |

Ces communes forment un bassin de 25 000 habitants dont la grande majorité est composée de la ville de La Flèche (15 087 habitants).

## Démographie
| 1968   | 1975   | 1982   | 1990   | 1999   | 2008   | 2013   | 2019   |
| ------ | ------ | ------ | ------ | ------ | ------ | ------ | ------ |
| 22 600 | 23 088 | 23 475 | 23 738 | 24 360 | 26 492 | 27 062 | 26 917 |

## Administration
| Période      | Période      | Identité                | Étiquette   | Qualité                                  |
| ------------ | ------------ | ----------------------- | ----------- | ---------------------------------------- |
| 1991         | juillet 2020 | Guy-Michel Chauveau     | PS puis DVG | Ancien député, ancien maire de La Flèche |
| juillet 2020 | En cours     | Nadine Grelet-Certenais | PS          | Maire de La Flèche, ancienne sénatrice   |